# Aequidens patricki
Aequidens patricki är en fiskart som beskrevs av Kullander, 1984. Aequidens patricki ingår i släktet Aequidens och familjen Cichlidae. Inga underarter finns listade i Catalogue of Life.